# Салерно
Вижте пояснителната страница за други значения на Салерно.
Салѐрно (на италиански: Salerno) е град и община в Южна Италия.

## География
Салерно е морски курортен град в област (регион) Кампания и главен административен център на едноименната провинция Салерно. Разположен е по източния бряг на Салернския залив. На около 80 km на северозапад е град Неапол. На около 7 km след Салерно в западна посока по крайбрежието е друг морски курортен град Виетри сул Маре. На югоизток на около 25 km са градовете Еболи и Батипалия. Градът има пристанище и жп гара. Летището му се намира на около 10 km по посока на град Батипалия. Население 139 787 жители към 1 септември 2009 г.

## История
Първите сведения за града датират от 197 г. пр. Хр. През 2 век е римска колония. През 9-те век получава статут на град и княжество. През 1077 г. става нормански град. От 11 до 13 век е бил прочут със своята медицинска школа. През 1943 г. американските войски правят десант южно от Салерно.

## Архитектурни забележителности
- Дворецът „Пинто“
- Катедралата
- Църквата „Сан Бенедето“
- Църквата „Сан Пиетро ин Винкулис“
- Църквата „Сант'Агостино“
- Църквата „Сант'Аполония“
- Архелогическия музей
- Университетът (от 1970 г.)

## Икономика
Пристанището заема важна част от икономиката на Салерно. Друг важен отрасъл е туризмът. Градът е текстилен център (коприна и памук). Има машиностроителна, металургична, химическа, хранително-вкусова и керамична промишленост. Произвеждат се също строителни материали. Салерно е изходен пункт за круизи до град Амалфи на Амалфийското крайбрежие.

## Спорт
Представителният футболен отбор на града носи името Салернитана Калчо 1919, който играе в Серия А (най-високата футболна дивизия в Италия).
- На 21 май 1995 г. в Салерно финишира 9-ия етап от Колоездачната обиколка на Италия, победител е датчанита Ролф Сьоренсен.

## Личности
Родени
- Джузепе Галдеризи (р. 1963), футболист
- Ренато Рафаеле Мартино (р. 1932), ватикански кардинал
- Уго Пиро (1920 – 2008), киносценарист
- Томазо Гуадато фон Салерно (1420 – 1480), писател

Починали
- Томазо Гуадато фон Салерно (1420 – 1480), писател

## Побратимени градове
- Тоно, Япония от 1984
- Руан, Франция от 2003
- Галац, Румъния от 2007